# Castilleja elmeri
Castilleja elmeri är en snyltrotsväxtart som beskrevs av Merritt Lyndon Fernald. Castilleja elmeri ingår i släktet målarborstar, och familjen snyltrotsväxter. Inga underarter finns listade i Catalogue of Life.

## Bildgalleri

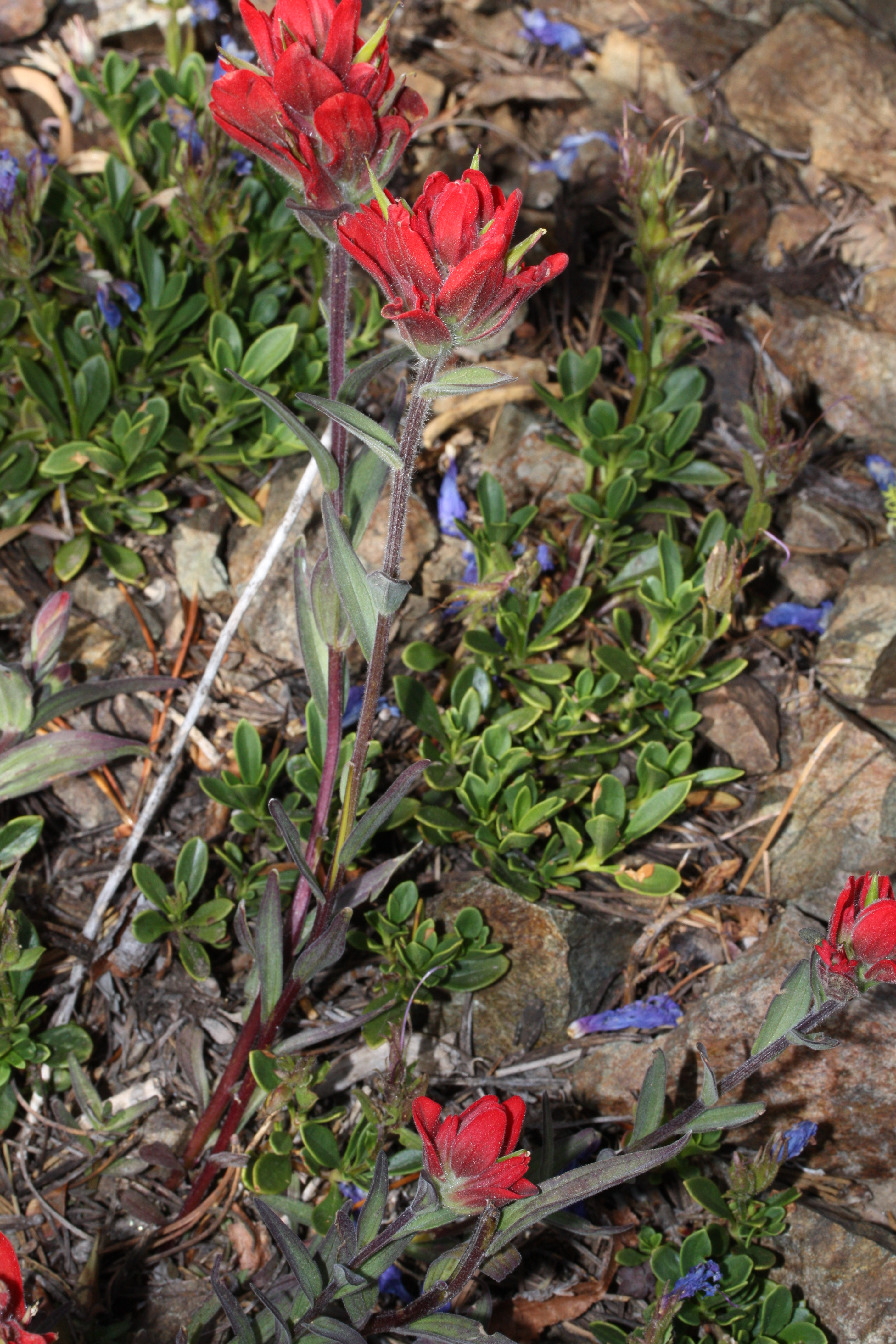
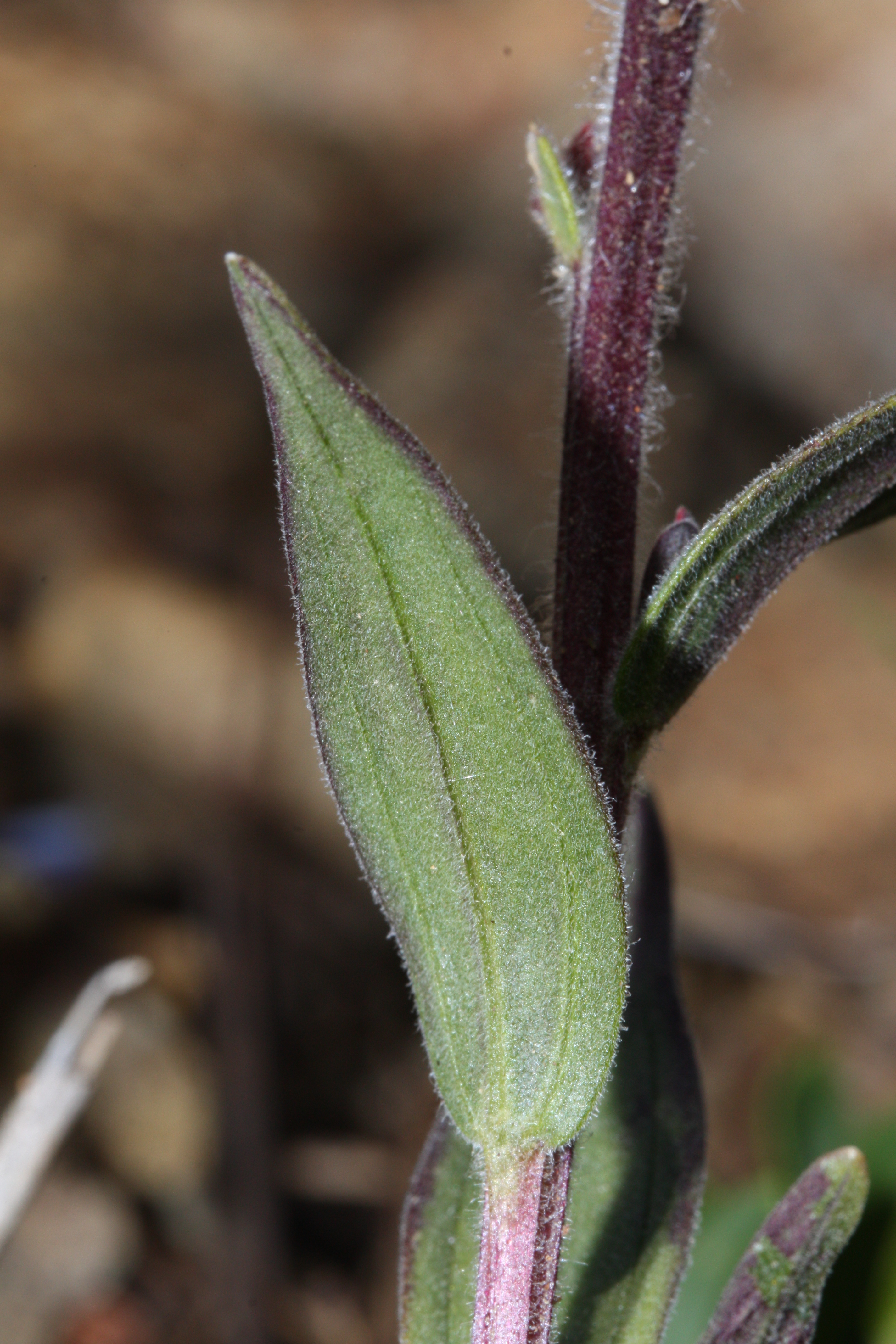
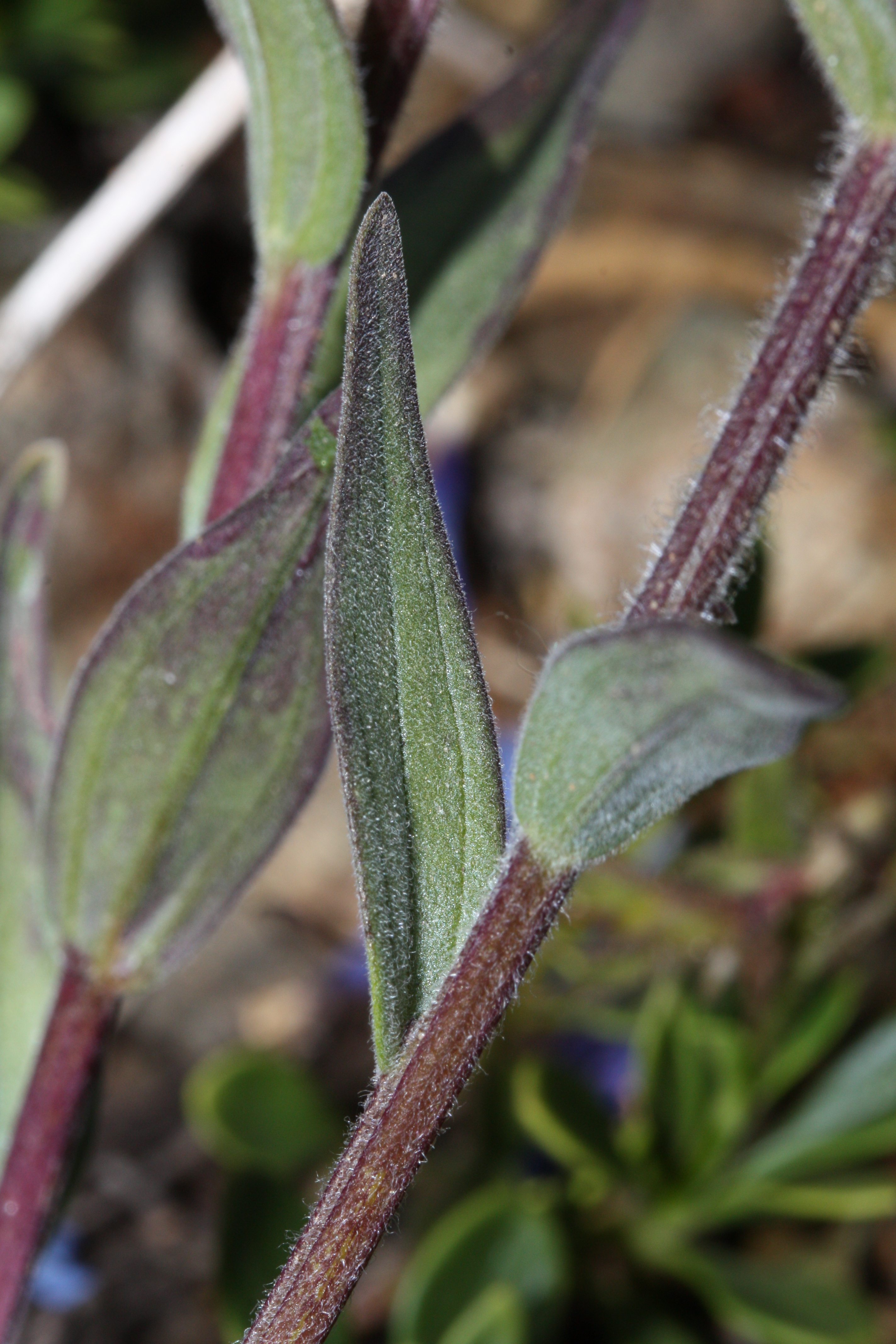
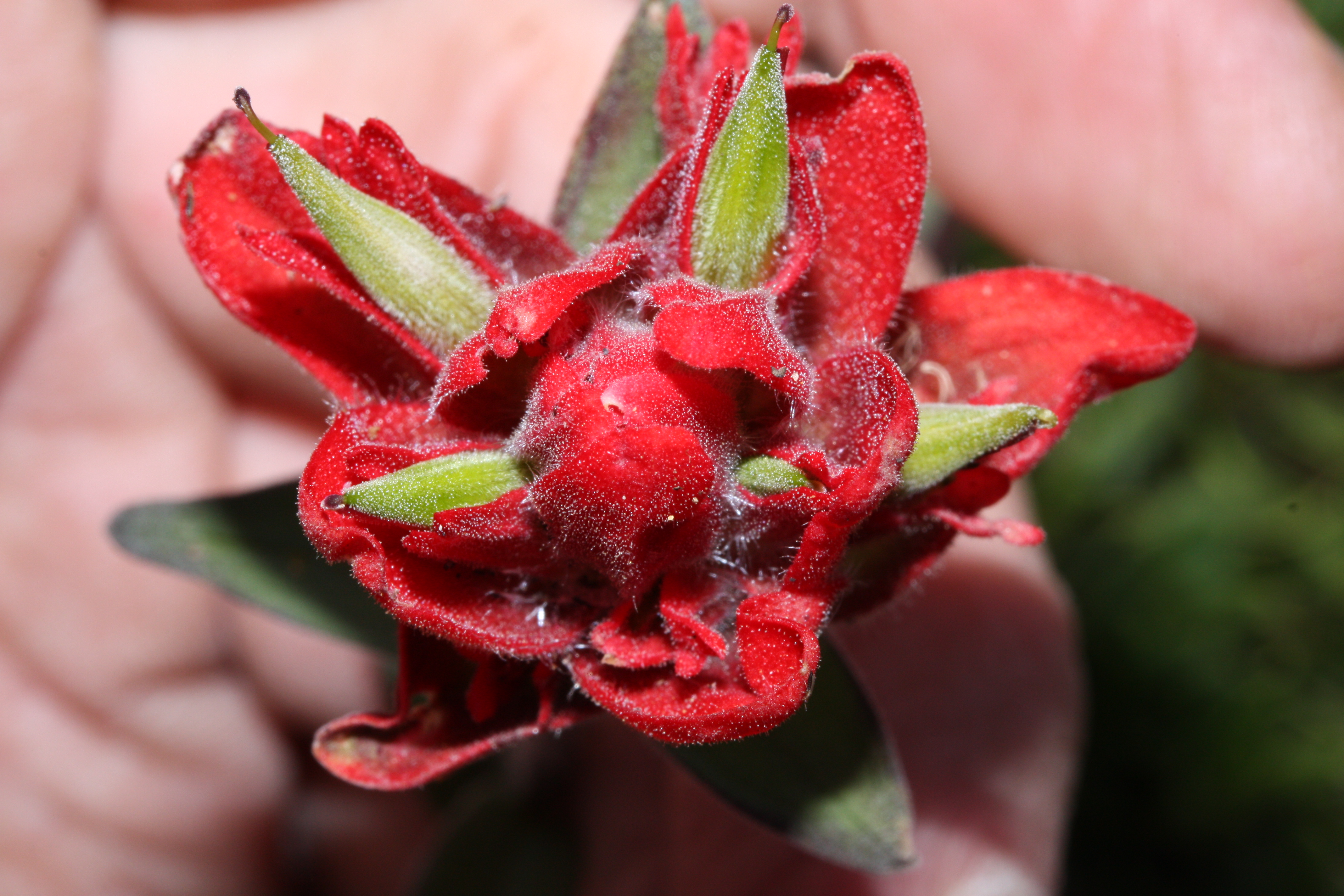